# Бодет (Минесота)
Бодет (енгл. Baudette) град је у америчкој савезној држави Минесота.

## Демографија
По попису из 2010. године број становника је 1.106, што је 2 (0,2%) становника више него 2000. године.
| Група             | 2000.         | 2010.         |
| Белци             | 1.032 (93,5%) | 1.037 (93,8%) |
| Афроамериканци    | 6 (0,5%)      | 1 (0,1%)      |
| Азијати           | 4 (0,4%)      | 9 (0,8%)      |
| Хиспаноамериканци | 8 (0,7%)      | 20 (1,8%)     |
| Укупно            | 1.104         | 1.106         |